# Paederus caligatus
Paederus caligatus – gatunek chrząszcza z rodziny kusakowatych i podrodziny żarlinków.
Gatunek ten został opisany w 1840 roku przez Wilhelma Ferdinanda Erichsona.
Chrząszcz o wydłużonym i lekko wypukłym ciele długości od 5,5 do 6,5 mm. Czułki są oprócz części nasadowych czarne. Głaszczki szczękowe mają trzeci człon u nasady żółty, a u szczytu ciemnobrunatny lub czarny. Przedplecze jest owalne, co najwyżej nieco węższe od pokryw, o brzegach bocznych nieobrębionych i ku tyłowi lekko zbieżnych. Odległości między punktami na bokach przedplecza są wielokrotnie większe od ich średnic. Pokrywy są nierozszerzone ku tyłowi, zaopatrzone w wyraźnie barki, o powierzchni stosunkowo luźno pokrytej dużymi punktami. Środek śródpiersia i zapiersie są czarne. Odnóża mają czarne wierzchołki ud, golenie i stopy.
Owad znany z Portugalii, Hiszpanii, Irlandii, Wielkiej Brytanii, Francji, Belgii, Holandii, Niemiec, Szwajcarii, Austrii, Włoch, Polski, Czech, Słowacji, Węgier, Rumunii, Bułgarii, Bośni i Hercegowiny, południowej Rosji oraz zachodniej Afryki. Zasiedla stanowiska bagniste, torfowiska niskie, wilgotne łąki śródleśne i pobrzeża zbiorników wodnych. W Polsce jest rzadki i występuje głównie na południu kraju.